# 19대 미래성장동력
19대 미래성장동력은 대한민국 미래창조과학부가 선정한 19가지 산업이다.

## 5세대 이동 통신
- 대규모 데이터를 활용·분석하여 지식창출 / 미래예측 등 새로운 가치창출과 혁신을 주도하는 플랫폼
- 4G 대비 1천배 빠른 미래 이동통신 기술‧서비스

### 2020년경 목표:
- 세계 최초 5G 상용 서비스 제공

### 주요 제품‧서비스 예
- 모바일 3D 영상 서비스
- 모바일 3D 영상단말
- 5G 이동통신 기지국 정비

## 스마트자동차
- 자동차와 운전자 그리고 주변환경과 교통인프라 등을 유기적으로 연결하여 다양한 서비스 제공

### 2022년경 목표:
- 글로벌 스마트 자동차 산업 3대 강국 실현

### 주요 제품·서비스 예
- 주행차로 및 차간거리 유지 시스템

- 라스트마일 근거리 교통 서비스 시스템

- 클라우드센터 기반 자동차 커넥티드 서비스

## 실감형콘텐츠
- 가상현실, 홀로그램 4D 기술 등을 적용한 차세대 콘텐츠

### 2020년경 목표:
- 10개 강소기업 육성 및 세계시장 점유율 5% 선점

### 주요 제품·서비스 예
- IoT와 웨어러블 디바이스를 활용한 개인 체험 서비스

- 센싱 기반 원거리 사용자 실감영상 서비스
- 개인 감성 / 뉴로과학 기반 헬스케어 콘텐츠 및 서비스

## 착용형스마트기기
- 신체에 착용한 상태로 컴퓨팅 행위가 가능한 스마트 디바이스

### 2020년경 목표:
- 창의·감성 디바이스 글로벌 시장 선점

### 주요 제품·서비스 예
- 신체‧건강 분야 헬스케어 제품‧서비스
- 안전‧보안 분야 감지 및 보호 제품‧서비스
- 편의‧오락 분야 게임 및 레저용 제품‧서비스

## 지능형사물인터넷
- 사람, 사물, 공간 등 모든 것이 서로 연결되어 정보가 생성‧수집‧공유‧활용되는 초연결 인터넷 환경

### 2020년경 목표:
- IoT 국내 시장규모 30조원 달성

### 주요 제품·서비스 예
- 공공 IoT : 스마트 시티
- 개인 IoT : 스마트 웰니스
- 산업 IoT : 스마트 팩토리, 스마트 팜
- IoT 공통 플랫폼

## 지능형 반도체
- 스마트자동차, 착용형 스마트기기 등 IT융합 제품 서비스 구현을 위한 SW‧SoC 융합 반도체

### 2020년경 목표:
- 세계시장 점유율 2위(10%)달성

### 주요 제품·서비스 예
- 뉴로모픽 컴퓨팅 지능형 반도체
- 초고성능 컴퓨팅 지능형 반도체
- 초소형 초저전력 IoT/웨어러블 반도체
- 초저전력 Connectivity 반도체

## 고기능무인기
- 항공과 ICT기술을 융합하여 자율비행, 운용범위 및 임무수행 확대가 가능한 차세대 무인기

### 2020년경 목표:
- 세계 3위권 무인기 글로벌 리더 도약

### 주요 제품·서비스 예
- 고속수직이착륙 무인기
- 3차원 정밀지도 기반 드론길
- 유/무인기 통합운영시스템

## 지능형 로봇
- 외부환경을 인식하고 스스로 판단하여 자율적으로 동작하는 기계

### 2020년경 목표:
- 국내 로봇생산시장 6조원 달성

### 주요 제품·서비스 예
- 의료로봇, 안전로봇, 차세대 제조로봇
- 인간과 소통하는 개인 서비스 로봇, 국방로봇
- 인공지능기반의 로봇

## 빅 데이터
- 대규모 데이터를 활용‧분석하여 지식창출/미래예측 등 새로운 가치창출과 혁신을 주도하는 플랫폼

### 2020년경 목표:
- 빅데이터 3대 강국 도약

### 주요 제품·서비스 예
- 예측형 분석기반 의사결정 시스템
- 고성능 복합 빅데이터 분석 플랫폼
- 국가 수요대응 빅데이터 융합 서비스

## 융복합소재
- 새로운 물리‧화학적 결합을 통한 초경량, 고성능, 다기능성 소재

### 2024년경 목표:
- 미래소재 및 산업용 핵심소재 4대 강국 실현

### 주요 제품·서비스 예
- 극한물성 구조‧환경 소재, 양자‧알케미조성제어 소재, 인간 오감 증진 소재 등
- 탄소섬유복합재, 하이퍼플라스틱, 타이타늄

## 심해저해양플랜트
- 극지, 高파고, 강풍 등 극한 해역 또는 수심 500m 이상 심해의 석유‧가스 자원을 개발하는 해상‧해저 플랜트

### 2020년경 목표:
- 국산화율 50% 및 세계시장 점유율 30% 달성

### 주요 제품·서비스 예
- 해양 부유식 플랫폼
- 심해저 원유‧가스 생산/처리 시스템
- 심해 해양플랜트 설치 서비스

## 가상훈련시스템
- 실제와 유사한 가상환경에서 안전하고 체험적으로 훈련할 수 있는 시스템

### 2021년경 목표:
- 20개 스타기업 및 매출 100억불 달성

### 주요 제품·서비스 예
- 군사용 정밀 훈련 모션플랫폼

- 입체 몰입형 가상훈련 시스템, 의료수술 가상훈련 시뮬레이터

## 맞춤형웰니스케어
- IT/BT를 융합한 개인 맞춤형 건강관리 서비스

### 2020년경 목표:
- 맞춤형 웰니스 해외시장 세계 5위권 진입

### 주요 제품·서비스 예
- 개인 건강정보 통합 관리 플랫폼
- 유전체 정보 제품화 서비스 DB
- 개인 맞춤형 건강관리 서비스
- 의료용 웨어러블 디바이스 개발

## 스마트바이오생산시스템
- 바이오제품의 생산과정에 필요하며, 생명공학기술에 이용되도록 설계하여 제작된 기기 및 그 집합체

### 2020년경 목표:
- 바이오 생산 시스템 중견기업 10개 육성

### 주요 제품·서비스 예
- 바이오의약품용 세포배양 시스템
- 바이오의약품용 분리정제시스템
- 3D 바이오 프린팅 시스템

## 신재생에너지하이브리드시스템
- 신재생에너지를 포함하는 둘 이상의 에너지 생산시스템‧에너지저장 시스템을 결합한 전력, 열 및 가스 공급‧관리 시스템

### 2024년경 목표:
- 세계 신재생에너지 시장 10% 점유

### 주요 제품·서비스 예
- 분산형/독립형 전력 및 열생산 시스템

- 고효율 탄소저감형 NRE-H 시스템

- 저탄소화 신재생에너지 하이브리드 통합솔루션

## 재난안전관리 스마트시스템
- ICT, 항공우주기술 등 첨단기술을 융합한 실시간 재난안전 관리 시스템

### 2020년경 목표:
- 현장 맞춤‧통합 재난안전기술 구현을 통한 Safe Korea 실현

### 주요 제품·서비스 예
- 스마트 재난상황 통합관리
- IoT 기반 실시간 스마트 재난감지 플랫폼
- 스마트 재난 예측·대응 플랫폼

## 멀티터미널 고압직류 송･배전 시스템
- 전력수급 안정화 및 송전선로 증설문제를 해결하기 위한 직류 송‧배전 시스템

### 2020년경 목표:
- 직류기반 전력산업 글로벌 시장 7% 달성

### 주요 제품·서비스 예
- 멀티레벨 무효전력 최소화 장비

- MMC기반 회생형 컨버터 시스템

- 고속 대용량 Hybrid형 DC차단기

## 초임계CO2발전시스템
- 발전유체로 액체와 기체의 특성을 동시에 보유하고 있는 초임계 상태의 CO2를 사용하는 발전시스템

### 2022년경 목표:
- 세계 2위권의 기술경쟁력 확보

### 주요 제품·서비스 예
- 10MW급 초임계 CO2 발전시스템
- 고온고압 CO2 터빈
- 초임계 CO2 압축기
- 고온, 고압, 고집적 열교환기

## 첨단소재가공시스템
- 항공/우주‧자동차 산업의 핵심부품에 사용되는 첨단소재를 가공하기 위한 핵심기술 및 시스템

### 2020년경 목표:
- 첨단소재 가공시스템 가공분야 4대강국 실현

### 주요 제품·서비스 예
- 탄소섬유복합재(CFRP) 가공
- 성형 시스템

- 난식성 메탈, 세라믹 소재 가공 시스템

- 첨단소재 가공용 고기능성 공구[1]